# 國旗屋米干店
國旗屋，原稱老旺米干店、九旺米干店，是位於臺灣桃園市平鎮區與中壢區之間忠貞市場內的雲南米干麵店，由滇緬游擊隊孤軍後裔張老旺所開，多次在國慶日自發性舉行升旗典禮，以布置多面中華民國國旗而聞名。

## 地址

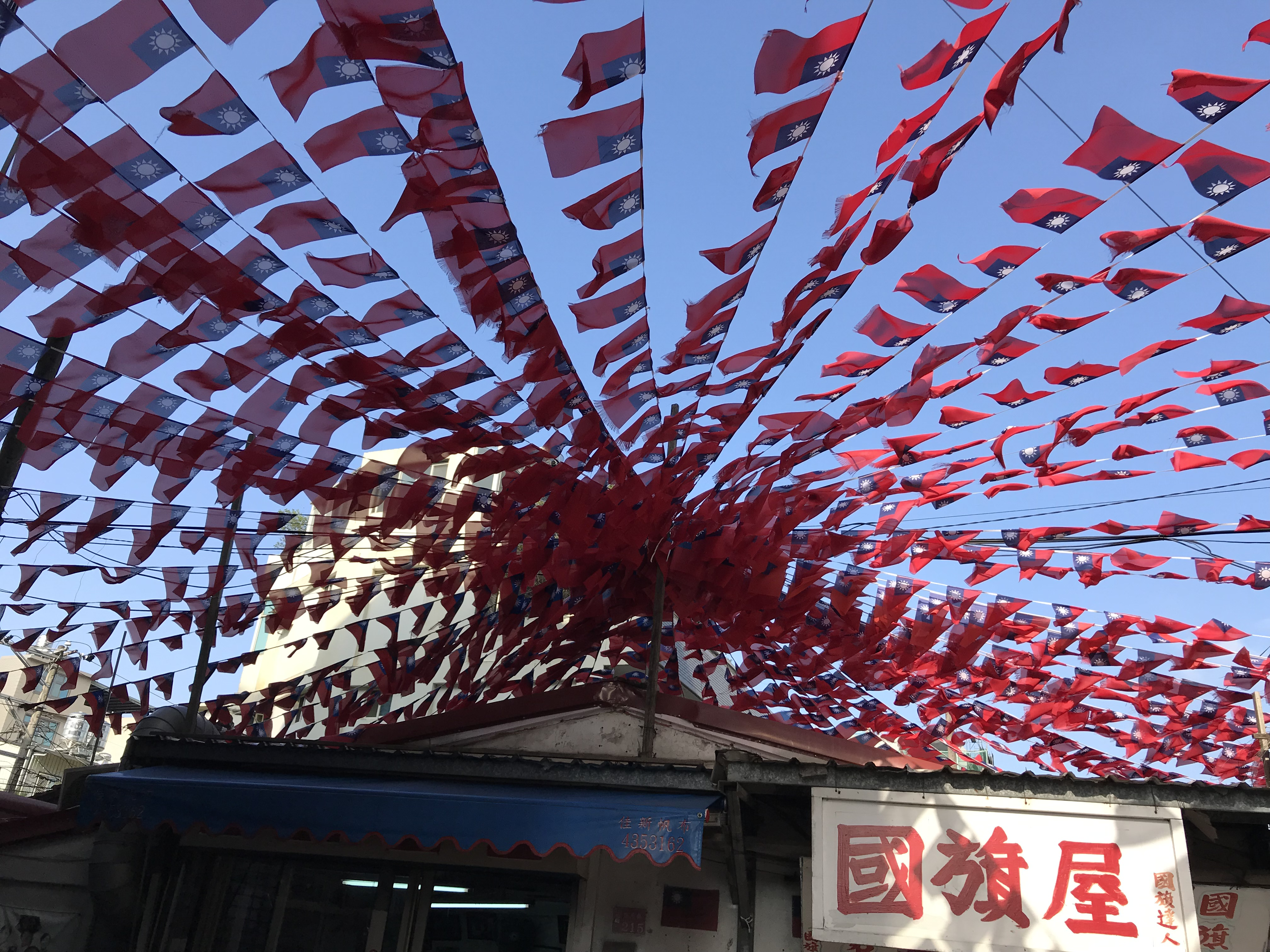
米干店屋頂上旗海

九旺米干店位於忠貞新村，門牌號碼為中壢區龍平路215號，被以「國旗屋」稱呼，由店長妻子掌廚。平時，小吃店內外大概保持五百面國旗，若損壞即替換。國慶日前，張老旺在周遭街道懸掛約兩萬面的國旗作國旗隧道，於國慶日早上在附近的籃球場舉辦國慶升旗典禮，並以木頭搭建的司令台模擬父親當年打仗克難升旗之景。標語、精神堡壘以油漆手寫，無制式的電腦字樣。從升旗典禮現場延伸到周邊2公里，旗海飄揚，散發濃厚的國慶節慶氛圍、烽火年代下的克難、與孤軍後裔對國家的質樸信念。

## 緣由

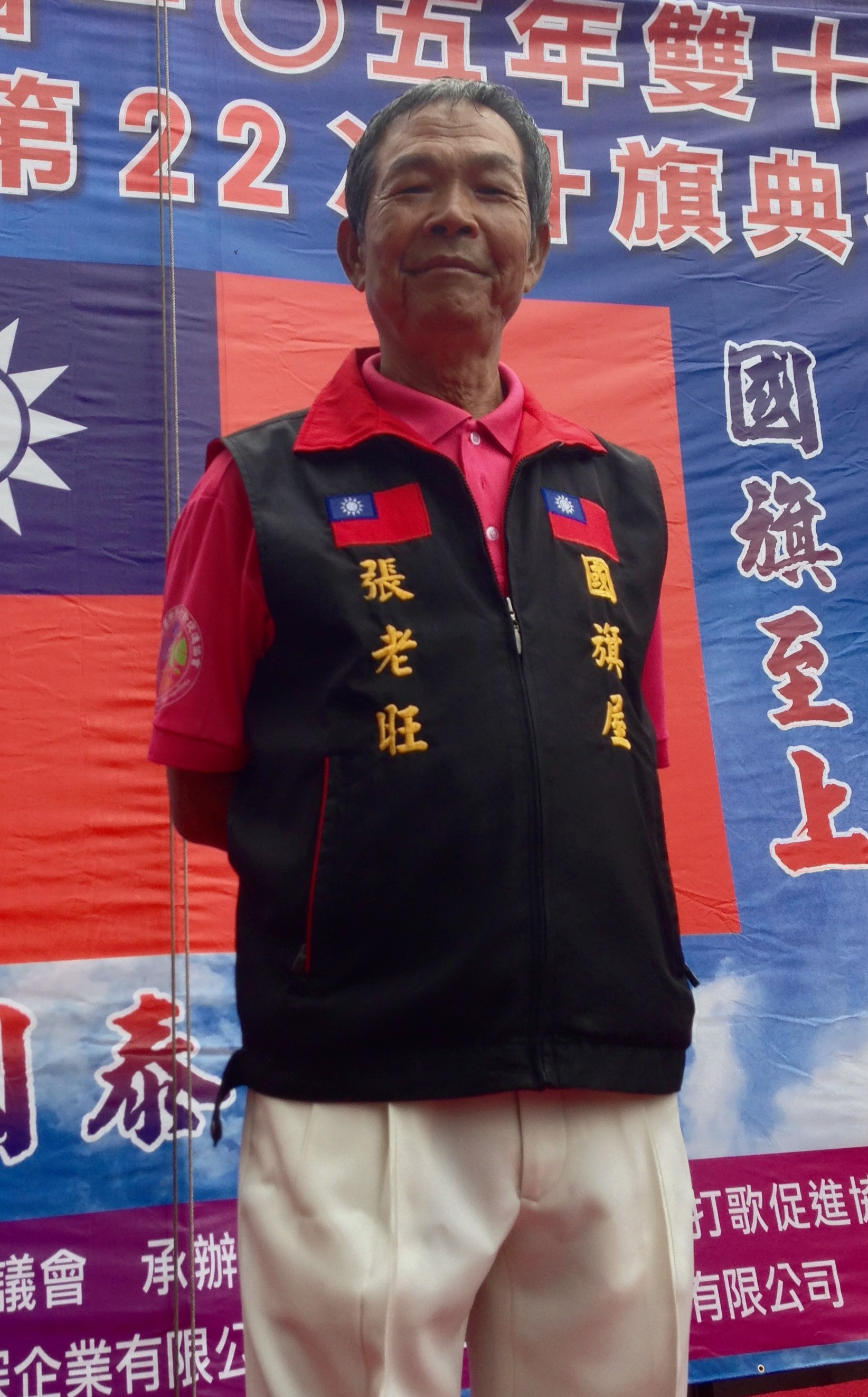
張老旺

店主張老旺為滇緬孤軍游擊大隊長張健生之子，當過校車司機、被裁員後，與來自金三角的妻子李茹蕙在忠貞市場旁小巷頂了一間小屋作麵店。
張老旺九歲就跟著父親打游擊。父親曾帶領國軍流亡滇緬邊界，部隊被泰軍、解放軍攻打。每次烽火已退時，隊員往往在胸前拿著碗佯裝乞丐、掩飾身分四處詢問 ，以找尋自己的部隊。張老旺母親因此將縫製的國旗插在山坡上，讓所有部隊成員能重聚。部隊從四、五百員戰到最後僅剩三十員。1953年11月後隨部隊撤回臺灣，落腳桃園龍岡忠貞新村。父親去世後，張老旺從遺物中發現當初多次插在山坡上那面布滿風乾血漬的國旗，想起當年戰事的慘烈，感嘆不已，遂在1990年代中期購買國旗，開始了每年的雙十節升旗典禮，開店後布置在自己麵店，並照樣舉辦升旗典禮。
至於該面打游擊的國旗，已隨父親下葬入土。

## 克服
辦國慶升旗最大開銷是國旗費用，張老旺大量購買國旗來壓低單價，但小面國旗每面仍需新臺幣十二元、大面國旗要價新臺幣兩百五十元，兩萬面則花費新臺幣卅多萬元。為節省開銷，升旗舞台他自己用榔頭釘。掛國旗耗時，他每日抽出四、五小時空檔上街掛國旗，從住處掛到升旗典禮會場，兩公里路耗兩月才完工；綁國旗也費力，要掛滿鐵絲需他僱用三名壯漢才扛得動。
第三年在公園掛國旗時，張老旺在國慶日前的清晨就緒巡視國旗，發現百多面旗子被丟在臭水溝，於是與一些退伍老士官等人撈起洗淨，在升旗前通通綁到電線桿上去。又有一次，他在高處綁的國旗被剪斷，重新綁好，沒多久就斷，於是綁了又剪、剪了再綁，直到數十次後破壞者放棄。張老旺特別到該人家裡敬禮感謝，該人也握手、不講話。
張老旺表示，吃喝玩樂可省，買國旗絕對不吝嗇，過去平均年花10萬元買國旗，妻子因此受不了離去。後來他再婚，老婆小30歲。
2015年，張老旺所布置的國旗會場接連被蘇迪勒颱風、杜鵑颱風吹壞，讓他一度想取消國慶日升旗典禮，但收到許多民眾詢問與鼓勵他，決定苦撐續辦。
2016年年初，張老旺因心臟手術花費不少錢，讓原本自己籌辦、邁入第22年的升旗典禮經費受到影響。姪子張國偉獲知後提供8萬元協助，桃園市雲南同鄉會理事長魯李仁、桃園市雲南民俗打歌促進協會理事長張石林和會員、根深企業董事長王根深、中國國民黨桃園市黨部及黃國園黨部協助，湊得30多萬元舉辦升旗典禮及購買國旗。張老旺不顧醫囑需多靜養病情，該年九月中旬起就親力親為佈置雲南文化公園升旗會場，但又被梅姬颱風吹毀約五千面國旗，僅存一萬面國旗。張老旺籲請有意捐贈國旗者，可送至國旗屋米干店或對面由侄子開立的忠貞雲鄉米干店代收。但他說就算募不到一萬面國旗，升旗典禮依然舉行。後獲得中國國民黨主席洪秀柱、桃園市議會議長邱奕勝、桃園市議員謝彰文等許多人捐旗捐錢相挺，活動順利完成。
張老旺曾對《大紀元時報》記者謙稱，自己是粗人，碰到事情很多，當時都一一克服，說：「我也不怕，心裡想有人要殺我、打我也願意；如果因為國旗把我打死了，我相信：總統不來，副總統都會來跟我上香。」

## 反響
第一年升旗典禮，參與人數少，後增加到千餘人。
一次一對彰化來的老夫妻來此店參觀，遠遠見到國旗屋就哭泣，進來還敬禮，點一碗米干就四處看，兩鐘頭都捨不得離開。有一位英國女子來此觀光照了許多照片回去。某女華僑回國時下機就來此探訪，張老旺說：「她拿著我的國旗就東比、西比，然後還爬高高得去比，簡直有點發瘋了，我照了一張像放大，就在客廳裡面，每個人一進來都為之動容。」
不少人也捐錢買國旗，小國旗十五元，大旗兩百五十元，牆上還有感謝看板用以徵信。時任中華民國總統的馬英九都特別來函致謝，張店長將信件影印放大貼在店門口。有路人因國旗的繩索被風吹倒而割傷脖子，知道綁國旗者是張老旺時，就擦擦血說沒問題，還講敬佩張店主。

## 料理
該店的米干是以傳統的熟米混上生米打漿，鋪上圓盤蒸熟，再將粉皮晾掛竹竿，有米干店拿客家粄條充數，張老旺堅持每日手工現作米。其湯頭為妻子李茹蕙所調配的金三角家鄉味，張老旺於大骨湯加上了像是台灣肉臊的臊子，將大蒜、生薑、紅蔥頭等辛香料爆香，再放入絞肉同炒以讓原豬肉拌炒至焦黃乾香，再加入雲南口味的豆瓣醬。配合有肉片、豬肝、半熟蛋。
焦桐在《滇味到龍岡》新書座談會，說明滇緬游擊隊帶來的米干，選用帶糯性的優質大米，以略為發酵後用水磨成漿再澄濾倒入淺盤中，蒸煮後待涼切條呈半透明白，若粄條似有嚼感。他食評這種戰爭的食物，不免有點倉促、簡陋；龍岡米干則是以大骨熬湯，又加荷包蛋、豬肉片、豬肝，「是在矯正悲哀的過去」。

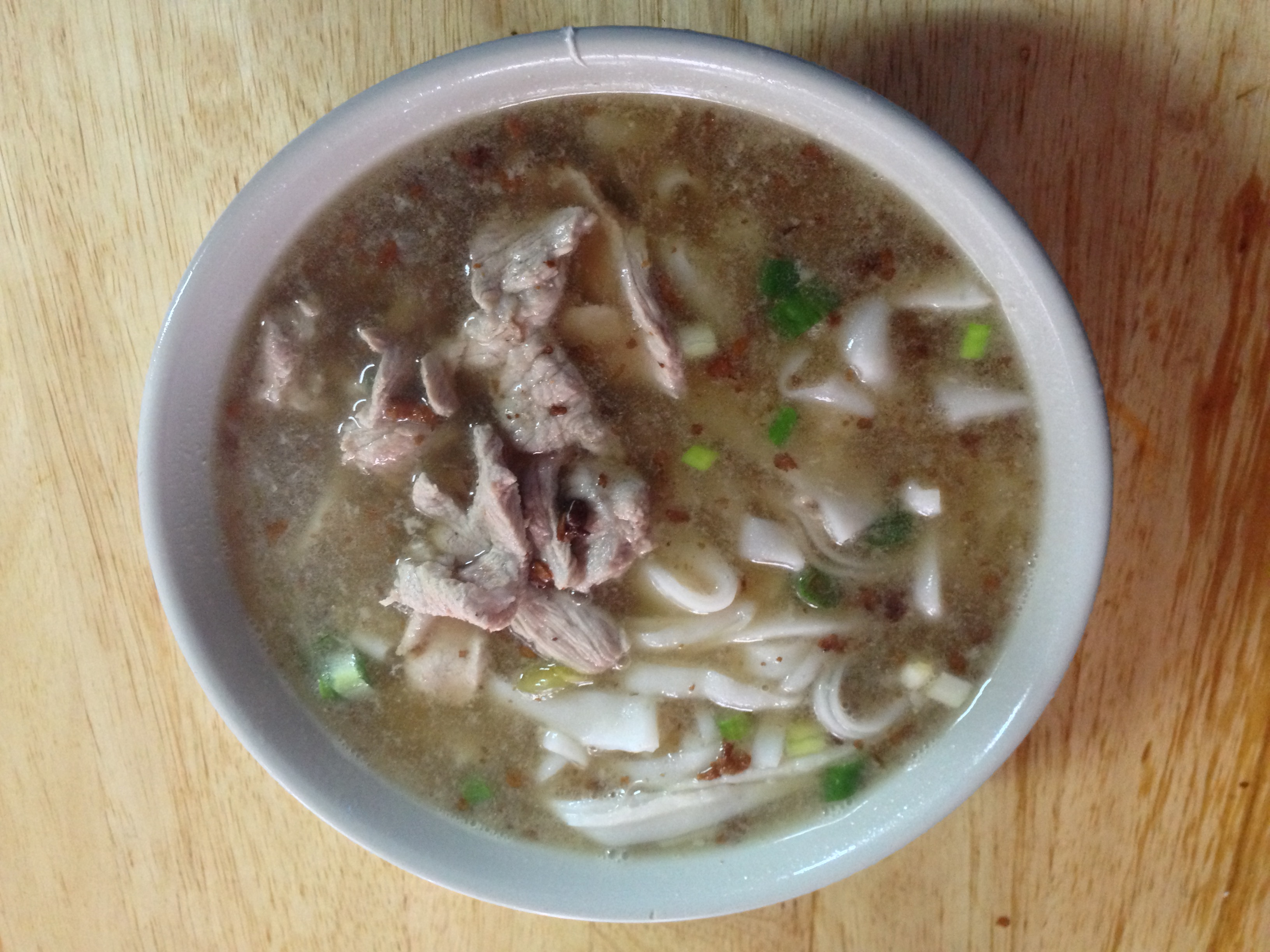
雲南米干

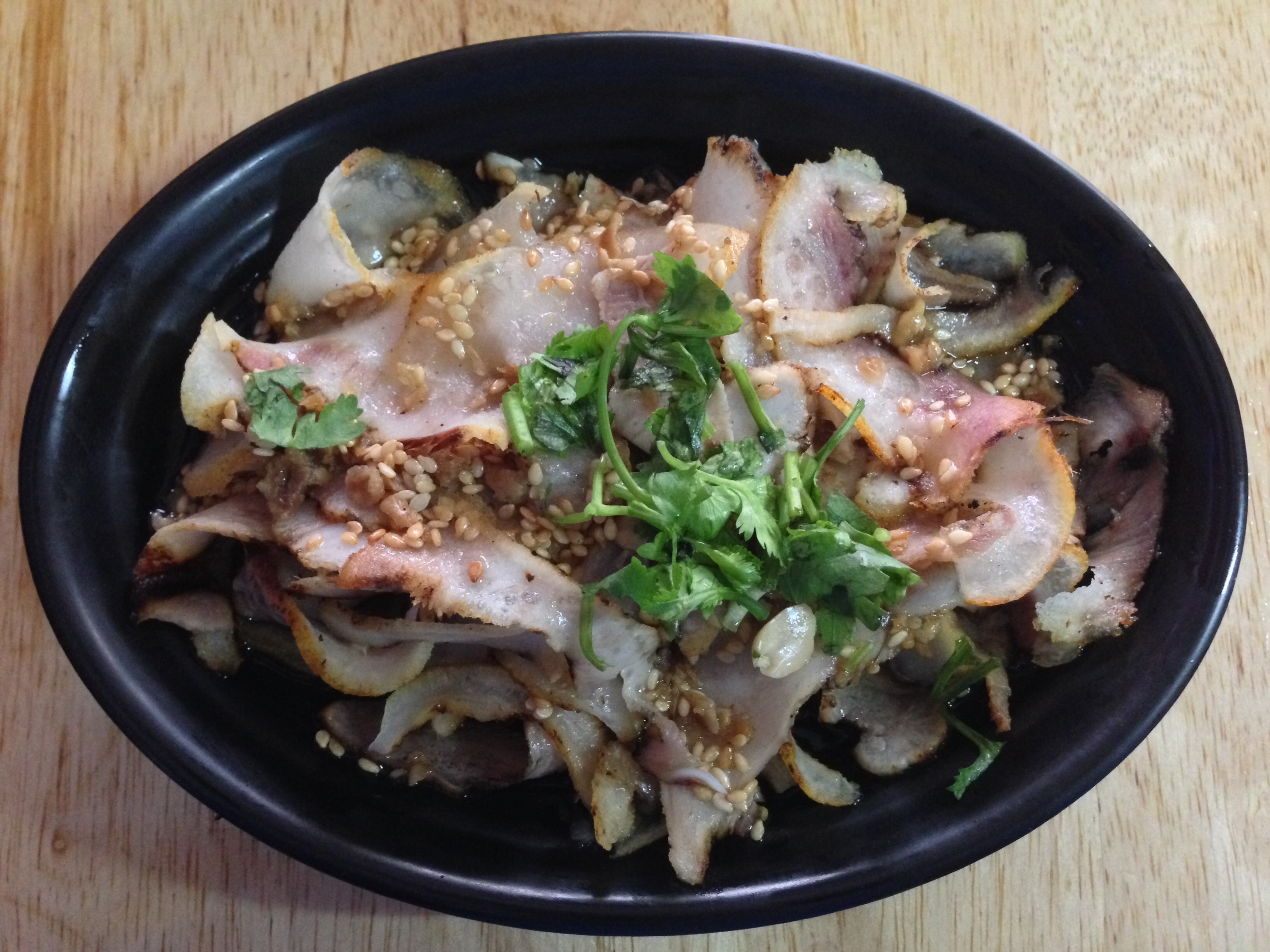
涼拌火燒

涼拌火燒是店內招牌菜，因需大火快燒，會引發濃煙，張老旺在村子作時被罰錢，後來他開車在野外燒後再回來店裡賣。此料理以豬頭皮製作，整張豬臉升火炙烤，再用刀刮淨焦面、切片，拌上雲南料理的水醃菜、草果油、蒜酥、蒜水、辣椒、香菜、白芝麻、糖、醋。
張老旺示範涼拌火燒時，一面堆柴點火，一面對《台灣壹週刊》記者說：「當年，只要父親派傳令兵把燒好的肉綁在我腰間，我就知道又要打仗了。」